# Guennadi Strekalov
Guennadi Mikhaïlovitch Strekalov (en russe : Геннадий Михайлович Стрекалов) est un cosmonaute soviétique puis russe, né le 26 octobre 1940 et décédé le 25 décembre 2004.

## Biographie
Il est enterré au cimetière d'Ostankino de Moscou.

## Vols réalisés
- Le 27 novembre 1980, Guennadi Strekalov s'envole à bord Soyouz T-3, en tant que membre de l'expédition Saliout 6 EP-9. Il revient sur Terre le 10 décembre 1980.
- Le 20 avril 1983, il s'envole à bord Soyouz T-8 en direction de la station spatiale Saliout 7 mais l'amarrage échoue. Après deux jours d'essais infructueux, il est décidé de désorbiter le vaisseau. Il atterrit normalement le 22 avril 1983.
- Le 26 septembre 1983, il prend place à bord de Soyouz T-10-1 mais un échec au lancement fait avorter la mission : 90 secondes avant le lancement, le lanceur prend feu et l'équipage ne parvient à s'en sortir que grâce à l'utilisation de la tour de sauvetage qui éjecte la capsule à 2 km d'altitude, loin de la fusée.
- Le 3 avril 1984, il s'envole à bord de Soyouz T-11, en tant que membre de l'expédition Saliout 7 – EP-3. Il revient sur Terre le 11 avril 1984, à bord de Soyouz T-10.
- Le 1er août 1990, il s'envole à bord de Soyouz TM-10, en tant que membre de l'expédition Mir EO-7. Il revient sur Terre le 10 décembre 1990.
- Le 14 mars 1995, il décolle à bord de Soyouz TM-21, en tant que membre de l'expédition Mir EO-18. Il revient sur Terre le 7 juillet 1995, à bord de STS-71 (navette spatiale Atlantis).